# Пенґліти
Пенґліти (пол. Pęglity, нім. Penglitten) — село в Польщі, у гміні Ґетшвалд Ольштинського повіту Вармінсько-Мазурського воєводства.
Населення — 231 особа (2011).

## Демографія
Демографічна структура станом на 31 березня 2011 року:
|          | Загалом | Допрацездатний вік | Працездатний вік | Постпрацездатний вік |
| -------- | ------- | ------------------ | ---------------- | -------------------- |
| Чоловіки | 125     | 27                 | 93               | 5                    |
| Жінки    | 106     | 15                 | 75               | 16                   |
| Разом    | 231     | 42                 | 168              | 21                   |